# موشوپا، بوتسوانا
موشوپا (به انگلیسی: Moshupa) شهری در ناحیهٔ جنوبی کشور بوتسوانا است که در سال ۲۰۰۰ میلادی ۲۲٬۸۱۱ نفر جمعیت داشته که از این تعداد، ۱۰٬۶۷۷ نفر مرد و ۱۲٬۱۳۴ نفر زن بوده‌اند.